# 损伤
損傷（英語：Lead climbing injuries）或傷害，是内外环境中有害因子刺激的强度、持续时间等超出细胞和组织适应性反应的能力，细胞及间质的代谢、结构出现的异常变化。
創傷（trauma）或外伤（external injury），属于一种损伤，是因物理、机械和人为等外力因素作用，使组织结构完整性被破坏或功能障碍的异常变化；常指外力對身體造成的傷害。這可能是由意外事故、跌倒、撞擊、武器等原因引起的。重大創傷是可能導致長期失能或死亡的創傷。
2013年，全世界有480萬人死於創傷，而1990年為430萬人。在這些死亡中，有30%以上是運輸相關的傷害。2013年，有36.7萬名五歲以下兒童死於創傷，而1990年為77.6萬。創傷佔全部死因中的9%，並且是世界上第六大死因。

## 分類

2012年每百萬人傷害致死比率
203-358
359-428
429-483
484-559
560-637
638-716
717-817
818-939
940-1,140
1,141-2,961

2012年每百萬人故意傷害致死比率
14-65
66-89
90-114
115-137
138-171
172-193
194-226
227-291
292-379
380-2,730

世界衛生組織制定了《ICECI醫療分類碼》，損傷可依照下列方式分類：
- 損傷的機制
- 造成損傷的物體或物質
- 損傷的位置
- 受傷時的活動
- 相關人的意圖

以及其他模組。這些分類碼可以識別各特定人群損傷的分布，以便更詳細地研究病因和預防措施。
美國勞動統計局開發了《OIICS職業傷害分類系統》（Occupational Injury and Illness Classification System），損傷可依照下列方式分類：
- 損傷的性質
- 受傷的身體部位
- 來源
- 造成損傷的事件

OIICS於1992年首次發布，此後進行了數次更新。
《OSICS運動傷害分類系統》（The Orchard Sports Injury Classification System）可分類損傷，用於研究特定的運動傷害。

### 依病因
- 故意傷害
  - 自殺和自我傷害
  - 暴力和戰爭
- 意外事故
  - 電擊損傷（英语：Sea urchin injury）

### 依形式
- 突然的身體碰撞或移動所造成的創傷[15]
  - 撕裂傷
  - 爆炸傷
  - 骨折
  - 內出血
  - 壓傷
  - 針刺傷
  - 災難性損傷
- 重複性勞損或其他拉傷
- 其他外在的物理因素，比如輻射毒害、灼傷、凍傷
  - 放射線致肺損傷
  - 微波灼傷
- 毒素的傷害、藥物的不良反應
  - 毒害
- 內在因素，比如再灌注損傷[16]

### 依部位
- 傷口、挫傷
- 腦損傷
  - 後天性腦損傷
  - 瀰漫性軸突損傷[17]
  - 額葉損傷
- 神經損傷
  - 脊髓損傷
  - 臂神經叢損傷
  - 腋神經損傷
- 軟組織損傷
  - 陰莖損傷
- 細胞傷害
- 跗蹠損傷
- 氣管支氣管損傷
- 眼損傷
  - 化學性眼損傷
  - 全身麻醉眼損傷
- 急性腎損傷
- 膝損傷
  - 前十字韌帶損傷
  - 膝內側損傷
- 背損傷
- 手損傷
- 肝損傷
- 頭部外傷
  - 穿透性頭部損傷
  - 閉鎖性頭部損傷
- 肌肉骨骼損傷
  - 關節軟骨損傷
- 急性呼吸窘迫症候群
- 胰臟損傷
- 胸腔主動脈損傷
- 膽道損傷
- 胸部創傷
- 窒息

### 依活動
- 職業傷害
- 運動傷害
- 難度攀登損傷
- 呼吸器相關肺損傷
- 海膽損傷
- 輸血相關急性肺損傷
- 飛航疾病與損傷（英语：Illness and injuries during spaceflight）